# Vinylbital

Strukturformel för vinylbital.

Vinylbital, summaformel C11H16N2O3, är ett lugnande och sömngivande preparat som tillhör gruppen barbiturater.
Substansen är narkotikaklassad och ingår i förteckning P IV i 1971 års psykotropkonvention, samt i förteckning IV i Sverige.